# Žiga Samar
Žiga Samar, né le 26 janvier 2001 à Jesenice, est un joueur professionnel slovène de basket-ball évoluant au poste de meneur.
Il est un joueur international slovène depuis 2022.

## Biographie

### En club
Žiga Samar commence le basket-ball avec l'équipe junior de l'Olimpija Ljubjana. En 2016, il rejoint l'équipe junior du KK Jesenice pour la saison 2016-2017. En janvier 2018, il rejoint l'Espagne en s'engageant avec l'équipe junior du Real Madrid. Durant son passage, il joue quelques matchs avec le Real Madrid B.
En août 2019, Samar s'engage avec Baloncesto Fuenlabrada, toujours en Espagne et il est prêté pour la saison 2019-2020 au CB Zamora (es) en troisième division espagnole (LEB Plata (es)).
Samar s'inscrit à la draft 2022 de la NBA mais il n'est pas drafté.
Après deux saisons en Liga Endesa, il rejoint le championnat allemand en s'engageant avec l'Alba Berlin. Mais le 22 août 2022, il rejoint les Hamburg Towers sous la forme d'un prêt d'une saison.
Il dispute la saison 2023-2024 avec l'Alba Berlin.

### En équipe nationale
Žiga Samar participe à plusieurs compétitions internationales avec les équipes junior de la Slovénie. En 2019, il remporte la médaille de bronze lors des championnats d'Europe des moins de 18 ans en Grèce.
Il obtient sa première sélection avec l'équipe de Slovénie le 28 février 2022 face à la Finlande (défaite 79 à 83), en inscrivant 8 points et 5 passes décisives en 25 minutes de jeu.
Il est sélectionné pour participer à l'EuroBasket 2022.
Il est sélectionné pour participer à la coupe du monde 2023.

## Palmarès et distinctions

### Palmarès
- 2019 : Médaille de bronze aux championnats d'Europe des moins de 18 ans

### Distinctions personnelles
Néant